# Jean Delvoye

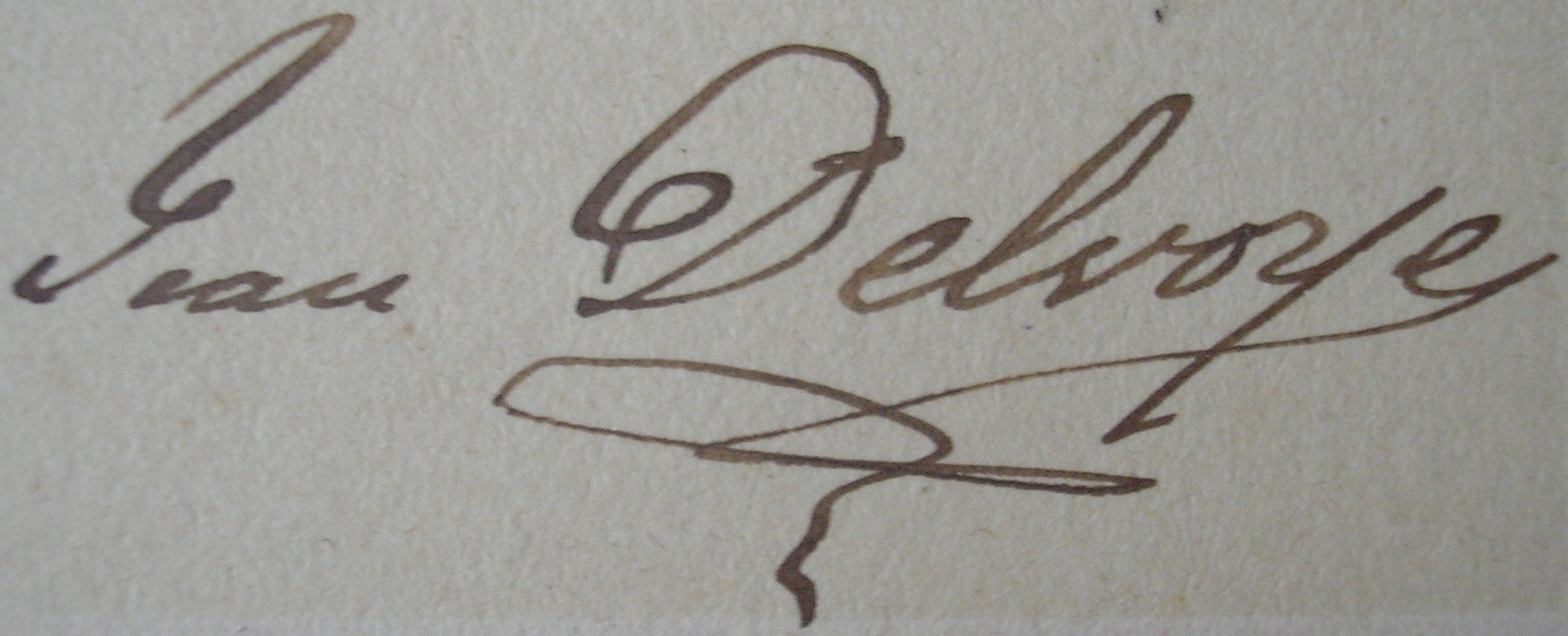
Signature de Jean Delvoye, vers 1893

Jean Delvoye est un baryton belge du XIXe siècle, né le 25 novembre 1854 à Liège et mort le 13 juin 1938 à Ougrée.

## Biographie
Il étudie le chant au Conservatoire de Liège, avec Georges Bonheur, et la déclamation lyrique avec Sébastien Carman. Il débute à Dunkerque lors de la saison 1887-1888, puis passe à Angers et Nantes. Il est ensuite à Marseille, de 1890 à 1893, où il est élève d'Ismaël. Après une saison à Nice, il arrive à Lyon, où L.M. publie sa biographie en 1897 dans Le Passe-temps et le Parterre réunis.
Il est inhumé au Cimetière de Robermont à Liège.

## Hommage
La rue Jean Delvoye en Outremeuse à Liège lui rend hommage.